# World Gone Wrong
World Gone Wrong es el vigesimonoveno álbum de estudio del músico estadounidense Bob Dylan, publicado por la compañía discográfica Columbia Records en octubre de 1993.
Es el segundo álbum, después de Good as I Been to You, integrado exclusivamente por canciones folk tradicionales e interpretadas con guitarra acústica y armónica. A pesar de ganar el Grammy al mejor álbum de folk tradicional en la 37ª edición de los premios, World Gone Wrong obtuvo críticas poco favorables de la prensa musical en relación con trabajos anteriores, así como un menor éxito comercial, llegando al puesto setenta en la lista estadounidense Billboard 200 y al treinta y cinco en la lista de discos más vendidos del Reino Unido.

## Sesiones de grabación
Al igual que su predecesor, Good as I Been to You, World Gone Wrong fue grabado para completar los términos del contrato que firmó con Sony el 18 de enero de 1988.
En mayo de 1993, Dylan volvió a organizar unas sesiones de grabación en el garaje de su propio hogar de Malibú (California). En un par de días grabó un total de catorce canciones sin un solo cambio en las cuerdas de la guitarra. Marcada por una mayor distorsión, la calidad del sonido resultó muy primitiva para los estándares de la música moderna, con una colocación informal de micrófonos y pocos ajustes. 
Posiblemente influido por la controversia suscitada con Good as I Been to You, Dylan escribió por primera vez en varios años unas notas incluidas en el libreto del álbum en las que citó las fuentes originales de las canciones. 

## Canciones
Las canciones incluidas en World Gone Wrong se desplazan hacia un blues rural. Dos de ellas fueron grabadas previamente por Mississippi Sheiks, otras dos por Blind Willie McTell, una por Willie Brown y otra por Frank Hutchison. Además, Dylan grabó varias canciones popularizadas por Tom Paley y Doc Watson. Entre las canciones, Dylan interpretó «The Two Soldiers» frecuentemente en directo desde 1988. Según el escritor Clinton Heylin: «Dylan invirtió en World Gone Wrong con esa clásica impersonalidad que busca el verdadero tradicionalista».
Cinco canciones grabadas durante las sesiones fueron descartadas: «Goodnight My Love», «Twenty-One Years», «32-20 Blues» y «Hello Stranger». En 2008, «32-20 Blues» y otro descarte de las sesiones, «Mary and the Soldier», fueron publicados en el recopilatorio The Bootleg Series Vol. 8: Tell Tale Signs. 

## Recepción
Tras su publicación, World Gone Wrong obtuvo críticas mixtas por parte de la prensa musical. Algunos periodistas consideraron el álbum superior a Good as I Been to You. Al respecto, Robert Christgau lo calificó con un A- en su columna Consumer Guide publicada en The Village Voice y escribió: «El segundo intento de Dylan de revivir la música folk mientras establece un nuevo disco sin escribir ninguna canción nueva es misterioso y seductor. Acaricia las incongruencias, los cambios repentinos del corazón, y recibe los puntos negros en estas canciones enterradas. Todos los usos que ha absorbido en su propia manera de componer porque cree que evocan un mundo que desafía la racionalización. Para mí, no estoy seguro de que lo parezca porque no hay manera de que podamos intimar con sus mundos nunca más».
En el mismo sentido, Ira Robbins escribió en Newsday: «El disco expresa más sobre el arte de Bob Dylan que cualquier colección de canciones originales». También Bill Wyman, que rechazó Good as I Been to You, escribió que «es un testamento de su imprevisibilidad que Good as I Been to You sea tedioso y World Gone Wrong sea un documento señal, un fascinante y sanguinario caminar por la historia empapada en sangre del folk y del blues. Son también sus mejores notas explicativas desde la década de 1960».
Wyman no fue el único crítico que elogió las notas explicativas del álbum. Andy Gill escribió en el diario The Independent: «Son las notas explicativas que ofrece el aspecto más interesante del álbum. Con las canciones cargadas de engaño, traición, venalidad y desesperación —por no mencionar las enloquecidas notas—, la imagen se edifica en el blues como el estudio de la Biblia, una serie de lecciones a interpretar».
En el plano comercial, World Gone Wrong entró en el puesto setenta en la lista estadounidense Billboard 200 y en el treinta y cinco en la lista de discos más vendidos del Reino Unido. Alcanzó el puesto veintitrés en la encuesta Pazz & Jop realizada por críticos musicales para la revista Village Voice. 
Tras la publicación de World Gone Wrong, Dylan se convirtió en un artista independiente durante una temporada. Como promoción del álbum, preparó un concierto acústico para retransmitir por televisión y con la expectativa de publicarlo en disco. Programó el concierto para mediados de noviembre en el Supper Club de Manhattan con su banda habitual: Bucky Baxter, John Jackson, Tony Garnier y Winston Watson. Tras varios ensayos, Dylan realizó cuatro conciertos «invirtiendo un poder y una pasión en «Jack-A-Roe», «Delia» y «Weeping Willow» perdidos durante un año entero de conciertos mediocres», según palabras de Clinton Heylin. Junto a canciones de sus dos últimos álbumes de estudio, el grupo tocó en acústico canciones como «Ring Them Bells» y «Queen Jane Approximately».
Sin embargo, los conciertos no fueron retransmitidos ni publicados en disco, y el material fue archivado. En 2008, una interpretación de «Ring Them Bells» procedente de los conciertos en el Supper Club fue publicada en el recopilatorio The Bootleg Series Vol. 8: Tell Tale Signs. 
Dylan firmó un nuevo contrato con Sony a finales de 1993 en el que se comprometía a publicar diez discos. Las primeras publicaciones bajo el nuevo contrato fueron un recopilatorio, Bob Dylan's Greatest Hits Vol. 3, y un directo, MTV Unplugged, mientras que el primer álbum con material nuevo, Time Out of Mind, tuvo que esperar cuatro años.

## Lista de canciones
Todas las canciones escritas y compuestas por tradicionales excepto donde se anota. 
| Cara A |                     |                     |          |  |
| N.º    | Título              | Escritor(es)        | Duración |  |
| 1.     | «World Gone Wrong»  |                     | 4:00     |  |
| 2.     | «Love Henry»        |                     | 4:24     |  |
| 3.     | «Ragged & Dirty»    |                     | 4:09     |  |
| 4.     | «Blood in My Eyes»  |                     | 5:04     |  |
| 5.     | «Broke Down Engine» | Blind Willie McTell | 3:22     |  |

| Cara B |                |                                        |          |  |
| N.º    | Título         | Escritor(es)                           | Duración |  |
| 6.     | «Delia»        |                                        | 5:41     |  |
| 7.     | «Stack a Lee»  |                                        | 3:50     |  |
| 8.     | «Two Soldiers» |                                        | 5:45     |  |
| 9.     | «Jack-A-Roe»   |                                        | 4:56     |  |
| 10.    | «Lone Pilgrim» | Benjamin Franklin White, Adger M. Pace | 2:43     |  |

## Personal
- Bob Dylan: guitarra, armónica y voz

## Posición en listas
| País           | Lista                | Posición |
| -------------- | -------------------- | -------- |
| Estados Unidos | Billboard 200        | 70       |
| Reino Unido    | UK Albums Chart      | 35       |
| Suecia         | Albums Top 60        | 39       |
| Suiza          | Swiss Top Albums 100 | 40       |